# Point May
Point May est une petite communauté canadienne située dans le sud de la péninsule de Burin de l'île de Terre-Neuve dans la province de Terre-Neuve-et-Labrador. Elle est reliée par la route 220 qui fait le tour de la partie sud de la péninsule entre High Beach à l'ouest et Lories au nord.

## Annexe